# Erky-Nagy Tibor
Erky-Nagy Tibor (Baja, 1956. június 21.) tipográfus, helytörténész.

## Élete
Szüleivel – akik vasutasként dolgoztak – egyéves korától Dombóváron él. Dombóváron járt általános és középiskolába, az érettségi vizsgát 1974-ben tette le a Gőgös Ignác Gimnáziumban. Ezután Budapestre ment és a Szentkirályi utcai Pátria Nyomdában sajátította el a kéziszedő szakmát. Már munka mellett végezte el a budapesti Gutenberg Művelődési Otthon négyéves tipográfusképző tanfolyamát, s elnyerte a Tipográfia Mestere oklevelet. Később az Iparművészeti Főiskolán gyarapította tovább tudását.1993-ban az Iparművészeti Főiskola tipográfus szakán végzett.
Eleinte a dombóvári Pátria Nyomdában dolgozott mint szedő, majd korrektor, végül pedig a formakészítés művezetője volt. 1995 óta önálló vállalkozó.
Számtalan helytörténeti kiadvány tipográfusa; szerkesztette és tervezte a Száz év Dombóváron c. könyvet, mely munkáját a Gutenberg-díj versenyen elismerő oklevéllel, valamint a Gutenberg-sajtó kicsinyített másával honorálta a nemzetközi zsűri.
Helyi és környékbeli arculattervek, könyvek, turisztikai kiadványok tervezésén dolgozik. Nevéhez fűződik többek között a kortárs magyar építészekről szóló Vallomások – Architectura könyvsorozat tervezése. 2003-ban közreműködött a budapesti Magyar Nemzeti Bank Látogatóközpontjának kialakítási munkálataiban. Társszerzője az Üdvözlet Szegzárdról című könyvnek, az Üdvözlet Tolna vármegyéből I. és II. kötetének, a Szekszárd Anno, a Szekszárd ma, valamint a Dombóváriak a Nagy Háborúban című könyveknek.
Saját írású-tervezésű kötete volt a 100 év Dombóváron, a Dombóvár tegnap és tegnapelőtt, a Dombó Retró, illetve a Szindbád Baján járt. Ő alakította ki a Dombóvári Helytörténeti Gyűjtemény nyomdatörténeti termét. Dombóvár több intézményének arculatát tervezte, beleértve a polgármesteri hivatalt is. Ő alkotta meg például Dombóvár Város Elismerő Díszjelvényének tervét.

## Hobbija
Érdeklődési körébe tartozik a hadtörténet és a vasúttörténet, továbbá szívesen tölti az idejét makettezéssel.

## Családja
1980-ban kötött házasságot Selyem Ágnessel, aki bábkészítőként dolgozott a Fővárosi Bábszínházban, Leányuk, Veronika, férjével együtt Svédországban, fiuk, Dániel, feleségével együtt pedig Budapesten él.

## Kitüntetései
- A Tipográfia Mestere –1989
- Pro Pátria Díj – 1993
- Gutenberg 2000-díj – 2000
- Dombóvár Város Elismerő Díszjelvénye – 2004
- Tolna Megyei Egyed Antal Honismereti Szövetség emléklapja – 2015
- Fitz József-könyvdíj – 2019
- Magyar Ezüst Érdemkereszt (2025)

## Könyvek

### Saját tervezésű könyvek
- 100 év Dombóváron, 1900-2000 (Dombóvári Vár. Kvt., 2000 Pécs: Reproflex)
- Dombóvár tegnap és tegnapelőtt (Szerzői kiadás, 2006)
- Dombó retró (Dombóvári Vár. Kvt., cop. 2008)
- Szindbád Baján járt (Türr István Múzeum 2013) ISBN 978-963-08-7931-6
- Szekszárd 2014 (társszerzők:Vitéz Attila és V.Kápolnás Mária ISBN 978-963-08-9518-7)
- Dombóváriak a Nagy Háborúban 2016 (társszerző: Takács Istvánné) A Dombóvári Városi Könyvtár kiadása ISBN 978-963-12-4387-1
- Dombóvár a 3. évezred küszöbén (Dombóvár Város Önkormányzatának kiadása) 2017 ISBN 978-963-12-8223-8
- Egykorvolt utcák.házak.emberek Dombóvár 1896-1993 (2021) ISBN 978-963-89773-2-8

### Tipográfiai munkák
- Írók Budapestje – Varga Lajos Márton, 1996
- Vallomások – Architectura – Kortárs magyar építészekről szóló könyvsorozat: Dévényi Sándor, Vadász György, Bán Ferenc, Jurcsik Károly, Preisich Gábor, Kerényi József, Szrogh György. Kijárat Kiadó, 1997–2000
- A dombóvári zsidóság története – Takács Istvánné, 2007
- Városunk, Dombóvár, a kezdetektől napjainkig – Szerk. Dr. Papp Norbert, 2010
- Fürdőélet Dombóváron – Takács Istvánné, Müller Ádám, 2011
- A hódmezővásárhelyi ortodox közösség és templom rövid tör-ténete – Csányi Viktor, Sévity Lázár, Vukoszávlyev Zorán, 2012
- Felsőleperd, az Esterházy-uradalom egyik pusztája – Takács Istvánné, 2013
- Dombóváriak a Nagy Háborúban – Takács Istvánné, Erky-Nagy Tibor, 2015
- Dombó Art – Dombóváron fellelhető művészeti alkotások könyve, 2018
- Üdvözlet Szegzárdról! – Vitéz Attila, V. Kápolnás Mária, 2004
- Üdvözlet Tolna vármegyéből! • I.  – Vitéz Attila, V. Kápolnás Mária, Erky-Nagy Tibor, 2007
- Üdvözlet Tolna vármegyéből! • II. – Vitéz Attila, V. Kápolnás Mária, Erky-Nagy Tibor, 2010
- Szekszárd Anno – Vitéz Attila, V. Kápolnás Mária, Erky-Nagy Tibor, 2014
- A középkori Tolna megye templomai – K. Németh András, 2015
- Szekszárd ma – Vitéz Attila, Jantner László, Erky-Nagy Tibor, 2015
- Háborús évek 1941–1945 – Tálosi Zoltán, 2016
- Hősök voltak és áldozatok – Szekszárdiak a Nagy Háborúban 1914–1918 – Nagy Janka Teodóra, Szabó Géza, 2018
- Lamping József, 1881–1939 – H. Molnár Katalin, 2018; Fitz József-könyvdíjjal kitüntetett könyv, 2019
- A Gemenc ma – Vitéz Attila, László Anasztázia, Elblinger Ferenc, Erky-Nagy Tibor, 2018
- TAKLER – Könyv a szekszárdi Takler borászcsaládról – Vitéz Attila, Tallián Hedvig, 2019
- Kaposvár – Várostörténeti kalauz – Kaposvári Polgármesteri Hivatal, 2020 
  - Dombóvár akadálytalanul[halott link]

- OSZK katalógus